# South Dakota-klass (1939)
South Dakota-klass är en fartygsklass som består av fyra snabba slagskepp i amerikanska flottan som beställdes 1937 och 1938, Fartygen kom att tjänstgöra i både Stilla havet och i Atlanten under andra världskriget. Klassen var en andra fartygsklassen av slagskepp som döptes efter delstaten South Dakota den första klassen om sex fartyg skrotades på stapelbäddarna som en följd av begränsningarna i Femstatsfördraget 1922.

## Fartyg i klassen
| Fartygsnamn       | Nummer | Varv                                                                    | Kölsträckt       | Sjösatt           | I tjänst        | Avrustad          | Öde |
| ----------------- | ------ | ----------------------------------------------------------------------- | ---------------- | ----------------- | --------------- | ----------------- | --- |
| USS South Dakota  | BB-57  | New York Shipbuilding Corporation, Camden, New Jersey                   | 5 juli 1939      | 7 juni 1941       | 20 mars 1942    | 31 januari 1947   | Struken 1 juni 1962. Såld som skrot 25 oktober 1962.                                                    |
| USS Indiana       | BB-58  | Newport News Shipbuilding and Drydock Company, Newport News, Virginia   | 20 november 1939 | 21 november 1941  | 30 april 1942   | 11 september 1947 | Struken 1 juni 1962. Såld som skrot 23 oktober 1963                                                     |
| USS Massachusetts | BB-59  | Bethlehem Steel Corporation, Fore River Shipyard, Quincy, Massachusetts | 20 juli 1939     | 23 september 1941 | 12 may 1942     | 27 mars 1947      | Struken 1 juni 1962. Musiefartyg vid Battleship Cove i Fall River, Massachusetts, sedan 14 augusti 1965 |
| USS Alabama       | BB-60  | Norfolk Naval Shipyard                                                  | 1 februari 1940  | 16 februari 1942  | 16 augusti 1942 | 9 januari 1947    | Struken 1 juni 1962. Museifartyg vid Battleship Memorial Park i Mobile, Alabama sedan 11 juni 1964.     |